# Scout's Rest Ranch
Le Scout's Rest Ranch – ou Buffalo Bill Ranch – est un ancien ranch américain dans le comté de Lincoln, dans le Nebraska. Inscrit au Registre national des lieux historiques depuis le 30 janvier 1978, il est classé National Historic Landmark depuis le 13 janvier 2021.